# Famous Players-Lasky

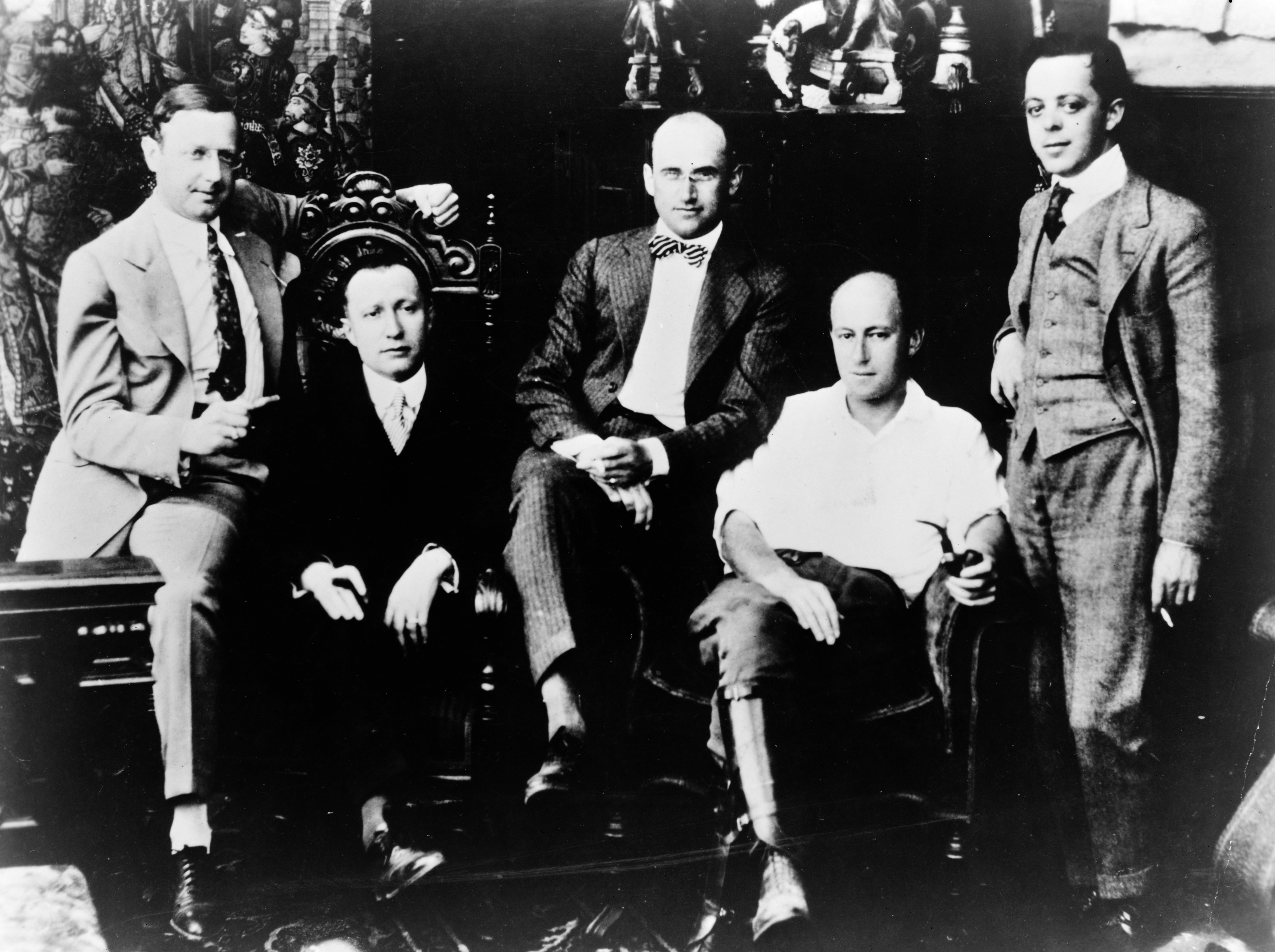
Рада директорів Famous Players-Lasky

Famous Players-Lasky Corporation — американська кінокомпанія і дистриб'юторська компанія створена 19 липня 1916 року в результаті злиття компанії Адольфа Цукора Famous Players Film Company (спочатку утвореної як Famous Players in Famous Plays) і компанії Джессі Ласкі Feature Play Company.
Угода, підписана президентом Цукором, зрештою призвела до об'єднання восьми кінокомпаній, роблячи Famous Players-Lasky Corporation одною з найбільших виробників німого кіно.
У вересні 1927 року Famous Players-Lasky реорганізований під назвою Paramount Famous Lasky Corporation, пізніше ставши Paramount Pictures Corporation (зараз підрозділ Viacom).

## Історія

### Створення
У 1920 році кінокомпанії Famous Players Films і Jesse L. Lasky Feature Plays підписали дистриб'юторську угоду з Paramount Pictures Corporation Вільяма Водсворта Ходкінсона. Відповідно до угоди Ходкінсон мав поширювати фільми компанії на основі домовленості про 65/35, в якій виробник погодився брати 65 % прибутку, а 35 % від доходу забирає Ходкінсон за участь Paramount. Хоча спочатку угода здавалася прийнятною, згодом Цукор і Ласки зрозуміли, що вони можуть отримати набагато вищі доходи, якщо вони об'єднають виробництво і дистрибуцію їх фільмів.

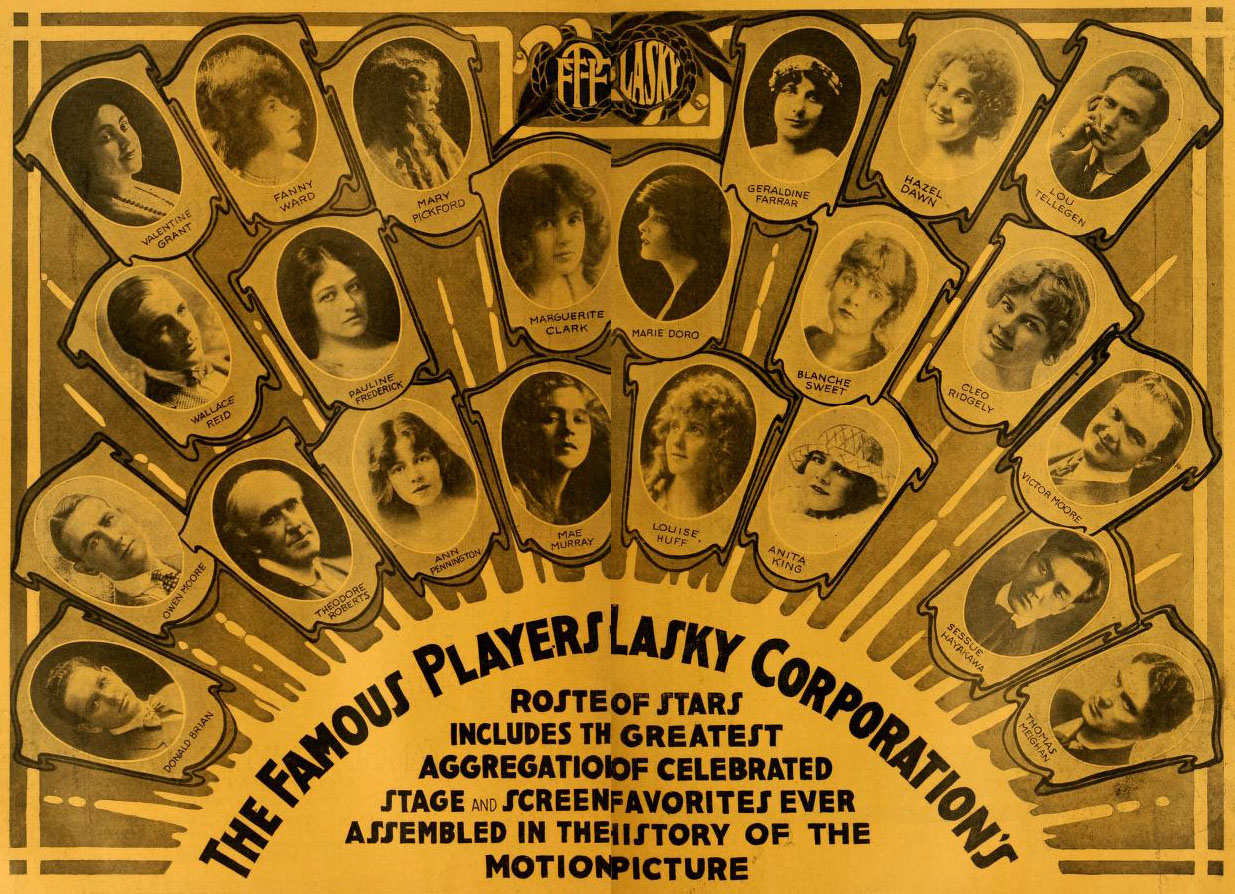
Реклама (1916)

Наприкінці 1915 року Цукор почав купувати акції Paramount, у тому числі акції, що належали Хіраму Абрамсу, члена ради директорів Paramount. 13 липня 1916 року, на щорічному засіданні ради директорів Paramount Corporation Ходкінсон був заміщений з поста президента і замінений Абрамсом, який виграв місце в один голос.
Через тиждень, 19 липня 1916 року, Famous Players і Lasky Feature Play Company об'єдналися в Famous Players-Lasky з Цукором як президентом і Джессі Л. Ласкі як віцепрезидентом. Протягом короткого періоду Famous Players-Lasky виступила як холдингова компанія для своїх дочірніх компаній — Famous Players, Feature Play, Oliver Morosco Photoplay, Bosworth, Cardinal, Paramount Pictures Corporation, Artcraft і George M. Cohan Film Corporation. Проте, 29 грудня 1917 року, всі дочірні були об'єднані в один об'єкт, під назвою Famous Players-Lasky Corporation.

### Поштовх для вертикальної інтеграції
Проте, Цукор не був задоволений консолідацією. Вартість виробництва фільмів підвищувалася — сценарії коштувати більше і знаменитості вимагали вищу зарплату. Цукору потрібно було збільшити дохід, і він буде робити це протягом найближчих десяти років, інтегруючи кіновиробництво, дистрибуції та виставки в одній корпорації.
У 1919 році Famous Players-Lasky зіткнулися з бойкотом від First National Exhibitions Circuit, групи, яка контролювала близько 600 кінотеатрів по всій країні.
У 1919 році Цукор почав купляти кінотеатри по всій країні. На північному сході, Цукор придбав Alfred Black's Black's New England Theaters, а на півдні Southern Enterprises С. А. Лінча, який володів близько 200 кінотеатрами й був у той час ексклюзивним дистриб'ютором Paramount в 11 південних штатах. Для того, щоб послабити First National, Цукор також направив Лінча і Блека придбати кінотеатри, що належать членам First National, часто використовуючи жорстку тактику. До середини 1920-х років, Famous Players-Lasky Corporation була однією з найбільших власників кінотеатрів у світі. Однак, в 1921 році корпорація зазнала невдачі, коли на Цукора подали антимонопольний позов FTC.

### Закінчення
Фінансові проблеми в кіноіндустрії в результаті Великої депресії зменшили вартість активів Famous Players-Lasky Company з $2,020,024 до $134,718, 3 серпня 1933 року.

## Відомі зірки
Зокрема, успіх Famous Players-Lasky Corporation може бути приписаний Адольфу Цукору за участь тогочасних зірок. Знаменитості, такі як Мері Пікфорд, Рудольф Валентино, Глорія Свенсон, Клара Боу, Ненсі Керролл, оперні діви Джеральдін Фаррар і Рут Чаттертон допомогли піднятися Famous Player-Lasky.

## Основні фільми
- У гонитві за Поллі / In Pursuit of Polly (1918)
- Дружина жартома / The Make-Believe Wife (1918)
- Маленька міс Гувер / Little Miss Hoover (1918)
- Шейх / The Sheik (1921)
- Кров і пісок / Blood and Sand (1922)
- Десять заповідей / The Ten Commandments (1923)
- Критий фургон / The Covered Wagon (1923)
- Великий Гетсбі / The Great Gatsby (1926)
- Красунчик Жест / Beau Geste (1926)
- Крила / Wings (1927)
- Телефонна дівчинка / The Telephone Girl (1927)